# NMBS Type 101
De type 101 van de NMBS bestond uit 28 elektrische locomotieven Ze werden in 1946 besteld en in 1949 gebouwd, afgeleid van de Franse BB 300 van de Chemin de Fer de Paris à Orléans et du Midi. Ze werd in 1971 vernummerd in de reeks 29 met de nummers 2901-2920. Dit waren de eerste elektrische locomotieven van de Belgische spoorwegen en de locomotieven werden ingezet vanaf 1950 voor goederentreinen op het pas geëlektrificeerd spoortraject Antwerpen - Charleroi. 

## Afvoer
Met de levering van de reeks 20 in 1976 werd de reeks 29 tussen 1979 en 1983 afgevoerd. 
Twee exemplaren zijn bewaard als museumlocomotief. De 2912 is volledig gerestaureerd in de oorspronkelijke uitvoering als 101.012 en de 2913 is geconserveerd.